# Acanthostracion quadricornis
Acanthostracion quadricornis es una especie de peces de la familia Ostraciidae en el orden de los Tetraodontiformes.

## Morfología

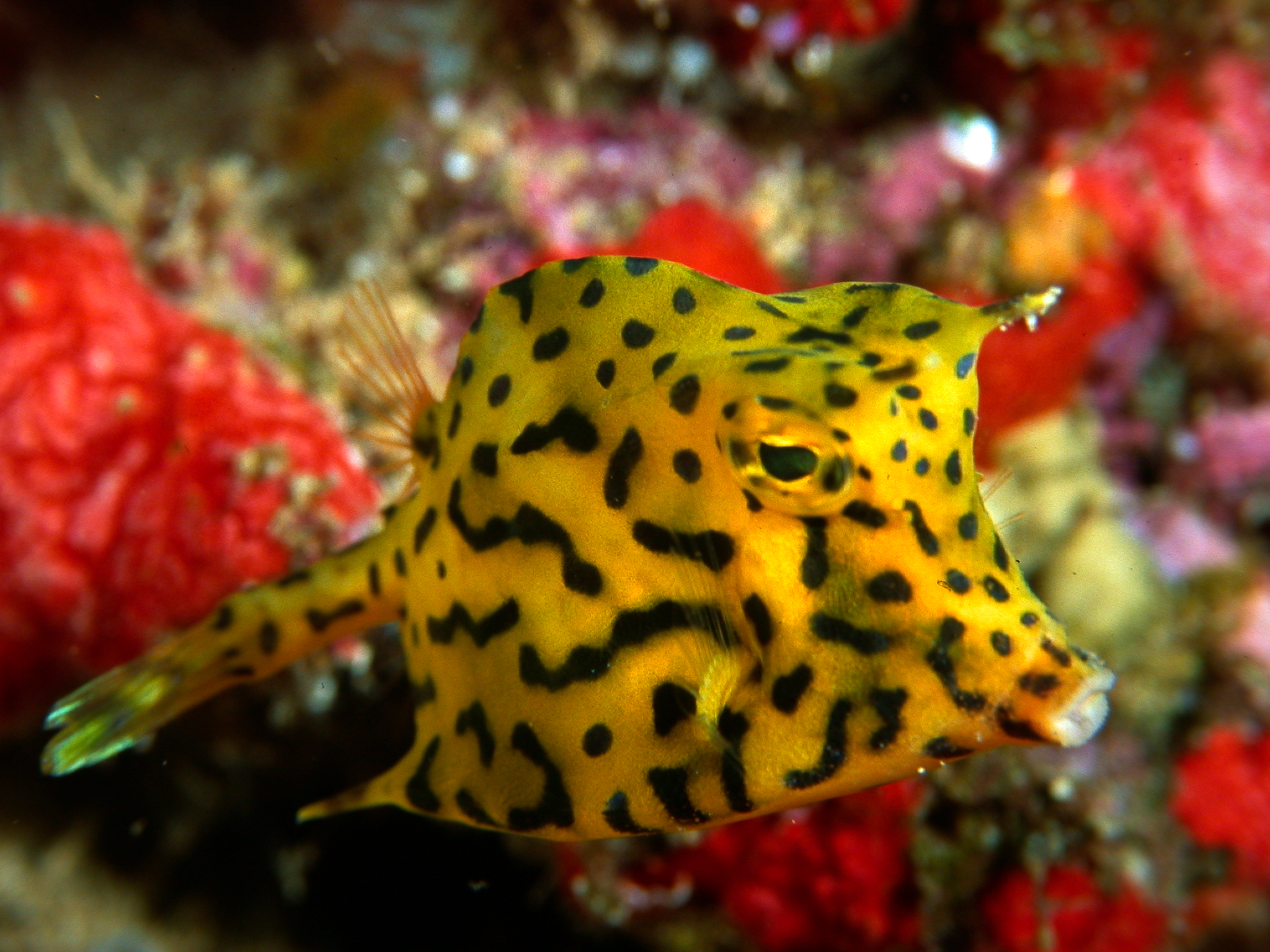
juvenile Acanthostracion quadricornis, Acanthostracion quadricornis

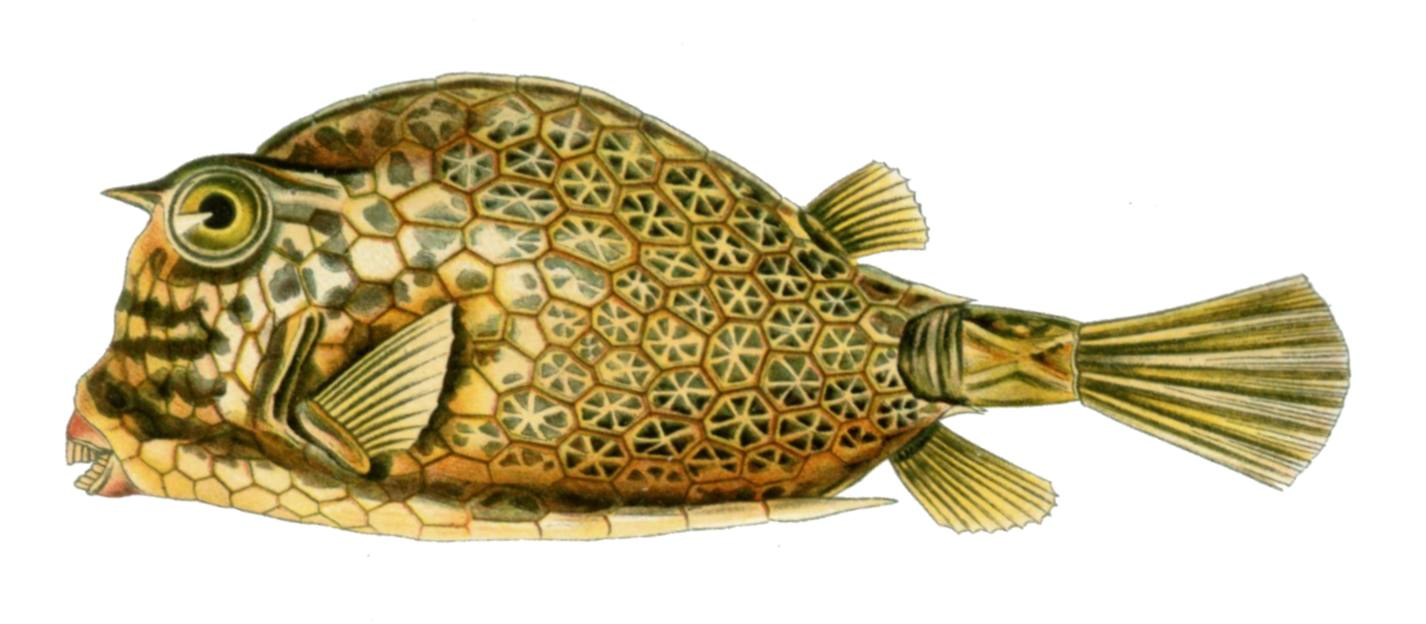
Acanthostracion quadricornis, Acanthostracion quadricornis

Los machos pueden llegar alcanzar los 55 cm de longitud total.

## Reproducción
Es ovíparo.

## Alimentación
Se alimenta capturando invertebrados (como tunicados, gorgonias, anémonas de mar o crustáceos lentos).

## Hábitat
Es un pez de Mar y, de clima tropical y asociado a los  arrecifes de coral que vive hasta los 80 m de profundidad.

## Distribución geográfica
Se encuentra en el Atlántico tropical y  templado: desde Massachusetts (Estados Unidos), Bermuda y el norte del Golfo de México hasta el sureste del Brasil. También está presente en Sudáfrica.

## Uso comercial
Su carne es excelente y se comercializa fresco.

## Observaciones
Hay informes de envenenamiento por ciguatera.